# Kompania graniczna KOP „Łanowce”

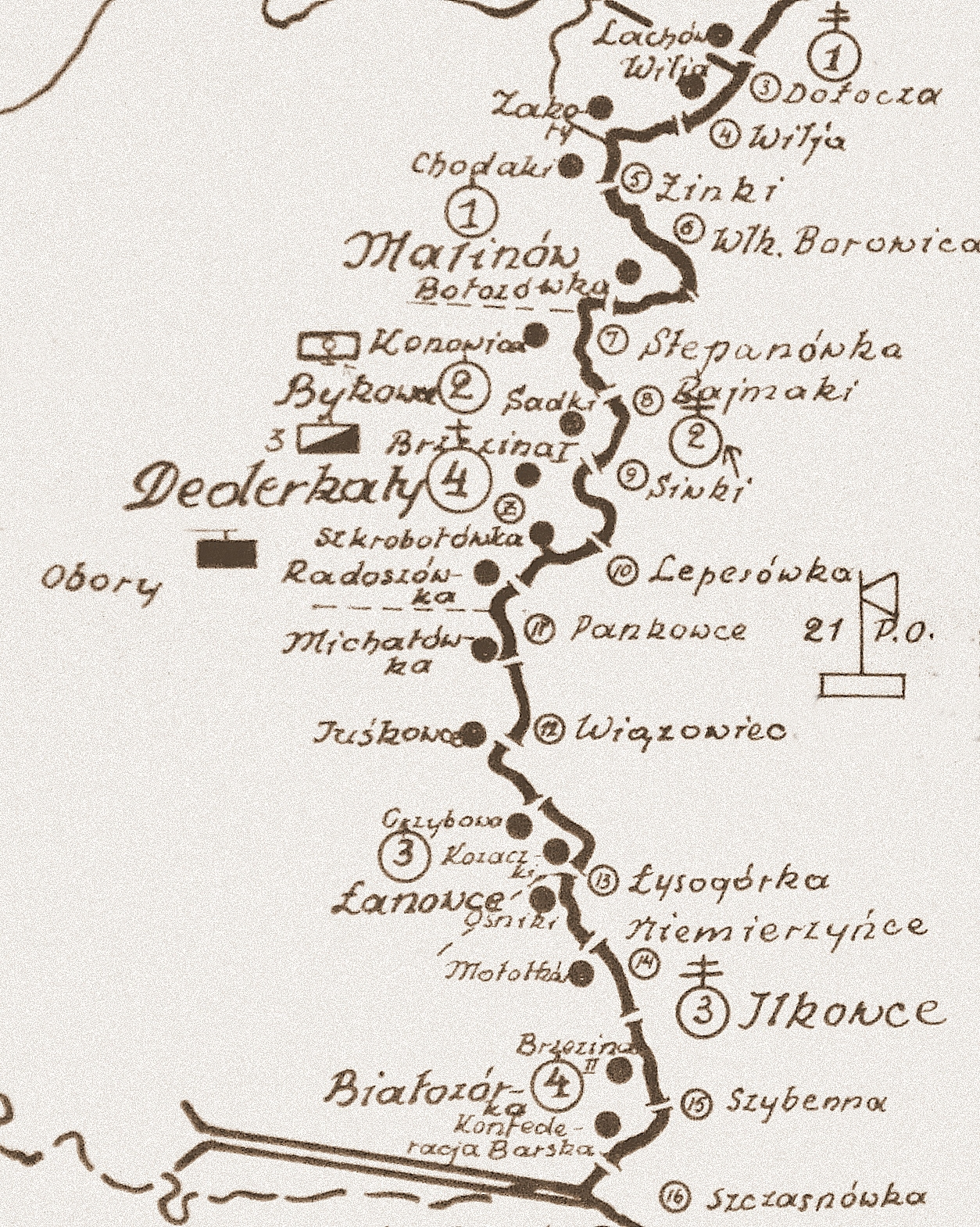
Rozmieszczenie batalionu KOP „Dederkały” w 1931

Kompania graniczna KOP „Łanowce” – pododdział graniczny Korpusu Ochrony Pogranicza pełniący służbę ochronną na granicy polsko-radzieckiej.

## Geneza
Do czasu zakończenia wojny polsko-bolszewickiej, czyli do jesieni 1920, wschodnią granicę państwa polskiego wyznaczała linia frontu. Dopiero zarządzeniem z 6 listopada 1920 utworzono Kordon Graniczny Ministerstwa Spraw Wojskowych. W połowie stycznia 1921 zmodyfikowano formę ochrony granicy i rozpoczęto organizowanie Kordonu Granicznego Naczelnego Dowództwa WP. Obsadzony on miał być przez żandarmerię polową i oddziały wojskowe. Latem 1921 ochronę granicy wschodniej postanowiło powierzyć Batalionom Celnym. W Łanowcach rozmieszczono dowództwo i pododdziały sztabowe 25 batalionu celnego. 
W drugiej połowie 1922 przeprowadzono kolejną reorganizację organów strzegących granicy wschodniej. 1 września 1922 bataliony celne przemianowano na bataliony Straży Granicznej. W rejonie odpowiedzialności przyszłej kompanii granicznej KOP „Łanowce” służbę graniczną pełniły pododdziały 25 batalionu Straży Granicznej. 
Już w następnym roku zlikwidowano Straż Graniczną, a z dniem 1 lipca 1923 pełnienie służby granicznej na wschodnich rubieżach powierzono Policji Państwowej. 
W sierpniu 1924 podjęto uchwałę o powołaniu Korpusu Ochrony Pogranicza – formacji zorganizowanej na wzór wojskowy, a będącej w etacie Ministerstwa Spraw Wewnętrznych.

## Formowanie i zmiany organizacyjne
Na podstawie rozkazu szefa Sztabu Generalnego L. dz. 12044/O.de B./24 z 27 września 1924, w pierwszym etapie organizacji Korpusu Ochrony Pogranicza sformowano 4 batalion graniczny , a w jego składzie 32 kompanię graniczną KOP „Łanowce”.
W 1939 3 kompania graniczna KOP „Łanowce” podlegała dowódcy batalionu KOP „Dederkały”.

## Służba graniczna
Podstawową jednostką taktyczną Korpusu Ochrony Pogranicza przeznaczoną do pełnienia służby ochronnej był batalion graniczny. Odcinek batalionu dzielił się na pododcinki kompanii, a te z kolei na pododcinki strażnic, które były „zasadniczymi jednostkami pełniącymi służbę ochronną”, w sile półplutonu. Służba ochronna pełniona była systemem zmiennym, polegającym na stałym patrolowaniu strefy nadgranicznej i tyłowej, wystawianiu posterunków alarmowych, obserwacyjnych i kontrolnych stałych, patrolowaniu i organizowaniu zasadzek w miejscach rozpoznanych jako niebezpieczne, kontrolowaniu dokumentów i zatrzymywaniu osób podejrzanych, a także utrzymywaniu ścisłej łączności między oddziałami i władzami administracyjnymi. Miejscowość, w którym stacjonowała kompania graniczna, posiadała status garnizonu Korpusu Ochrony Pogranicza.
3 kompania graniczna „Łanowce” w 1934 ochraniała odcinek granicy państwowej szerokości 23 kilometrów 540 metrów. Po stronie sowieckiej granicę ochraniały zastawy „Pankowce” i „Wiązowiec” z komendantury „Ilkowce” .
Wydarzenia:
- W meldunku sytuacyjnym z 29 stycznia 1925 napisano:

26 stycznia 1925 roku o godz. 11.30 na pododcinku kompanii po bolszewickiej stronie zauważono w Józkowcach duży pożar, a 27 stycznia również po bolszewickiej stronie w oddalonej od granicy o 1.800 m wsi Wiązowiec wybuchł pożar.
26 stycznia 1925 roku o godz. 21.00 na żołnierzy kompanii, którzy wracali ze zmiany na wysokości toru kolejowego Józkowiec posypały się gęste strzały karabinowe. Nasi żołnierze odpowiedzieli ogniem kb i rkm i rzucili dwa granaty.
Kompanie sąsiednie:
- 2 kompania graniczna KOP „Bykowce” ⇔ 4 kompania graniczna KOP „Białozórka” – 1928[17], 1929[18], 1931[15] , 1932[19], 1934[20], 1938[21]

## Struktura organizacyjna
Strażnice kompanii w 1928 :
- 125a strażnica KOP „Radoszówka”
- 125 strażnica KOP „Michałówka”
- 126 strażnica KOP „Juśkowce”[c]
- 127 strażnica KOP „Grzybowa”[d]
- 128 strażnica KOP „Kozaczki”

Strażnice kompanii w latach 1929 – 1934 
- strażnica KOP „Michałówka”
- strażnica KOP „Juśkowce”[f][g]
- strażnica KOP „Grzybowa”[h]
- strażnica KOP „Kozaczki”[i]

Strażnice kompanii w 1938
- strażnica KOP „Michałówka”
- strażnica KOP „Juśkowce”
- strażnica KOP „Kozaczki”

Organizacja kompanii 17 września 1939:
- dowództwo kompanii
- pluton odwodowy
- 1 strażnica KOP „Michałówka”
- 2 strażnica KOP „Juśkowce”
- 3 strażnica KOP „Kozaczki”

## Dowódcy kompanii
| stopień   | imię i nazwisko      | okres pełnienia służby    | kolejne stanowisko        |
| --------- | -------------------- | ------------------------- | ------------------------- |
| kpt.      | Kazimierz Damm       | był XI 1927 i VII 1828    |                           |
| por.      | Alojzy Nowak         | był V 1929                |                           |
| kpt.      | Franciszek Krakowski | VI 1929 – V 1931          |                           |
| kpt.      | Michał Poręba        | 26 III 1933 − 22 III 1934 |                           |
| kpt.      | Jan Józef Michalski  | 22 III 1934 − IX 1935     | do dyspozycji dowódcy KOP |
| p.o. por. | Władysław Mazoń      | X 1935 − VIII 1936        |                           |
| kpt.      | Józef Krasucki       | był X 1936 – VI 1937      |                           |
| kpt.      | Tadeusz Abramik      | IX 1937 – był V 1939      |                           |
| kpt.      | Witold Laskowski     | 1939                      |                           |
| mjr kaw.  | Władysław Bobiński   | 1939                      |                           |